# Ingeborga Dapkūnaitė
Ingeborga Dapkūnaitė (Vilna, 20 de enero de 1963) es una actriz lituana, principalmente de cine. Pese a haber formado parte de algunas producciones internacionales, Dapkūnaitė ha desarrollado la mayor parte de su carrera profesional en Rusia.

## Biografía
Ingeborga Dapkūnaitė nació en Vilna, entonces capital de la República Socialista Soviética de Lituania. Su padre era diplomático y su madre meteoróloga. Durante muchos años, sus padres trabajaron en Moscú y ella los veía sólo en días festivos. Dapkūnaitė fue cuidada por sus abuelos, un tío y su tía, músicos en una orquesta del teatro, durante las largas ausencias de sus padres.
A las cuatro años de edad apareció por primera vez en el escenario de la ópera de Puccini Madame Butterfly, visto por su abuela, administradora del teatro de la ópera de Vilna. Después de su debut en la ópera, en un principio parecía tener poco interés en el arte dramático, danza, canto, o la música. Por su infancia y juventud, parecía que podría seguir una carrera en el deporte, ya que practicaba patinaje artístico sobre hielo y baloncesto, deportes muy populares en Lituania.

## Carrera profesional
Dapkūnaitė tuvo una serie de pequeños papeles en algunas películas de Hollywood como Misión imposible (1996) y Siete años en el Tíbet (1997), el último de los cuales ella aparece como la esposa de Heinrich Harrer (interpretado por Brad Pitt). Sin embargo, su papel más conocido fue el de Marusia, la esposa del coronel Serguéi Kótov (interpretado por Nikita Mijalkov) en la película ganadora de un Oscar a la mejor película de habla no inglesa Quemado por el sol (1994). En 2001 fue miembro del jurado en el 23.º Festival Internacional de Cine de Moscú.
Posteriormente interpretó a la zarina Alejandra Fiódorovna Románova en dos ocasiones, tanto en la miniserie británica de 2003 The Lost Prince como en la miniserie rusa Grigoriy R. (2014); apareció en la película Voyná de Alekséi Balabánov y fue la madre del caníbal ficticio y asesino en serie Hannibal Lecter en Hannibal Rising (2007).
En televisión destacó como compañera de patinaje de Alexander Zhulin en Ice Age. En la primera temporada de la serie de BBC, Bodies, interpretó a la enfermera Katya Bredova. Además, interpretó a una refugiada bosnia llamada Jasmina Blekic en Prime Suspect, coprotagonizada por Helen Mirren y en 2012 apareció en la serie de televisión Wallander, en el episodio "Dogs of Riga".
En 2015, interpretó a la embajadora rusa Irina Sídorova en la serie de intriga política de producción noruega Okkupert.